# Hoani
Hoani est une ville de l'union des Comores, située sur l'île de Mohéli. En 2010, sa population est estimée à 1 245 habitants.